# Вайсс, Джанет

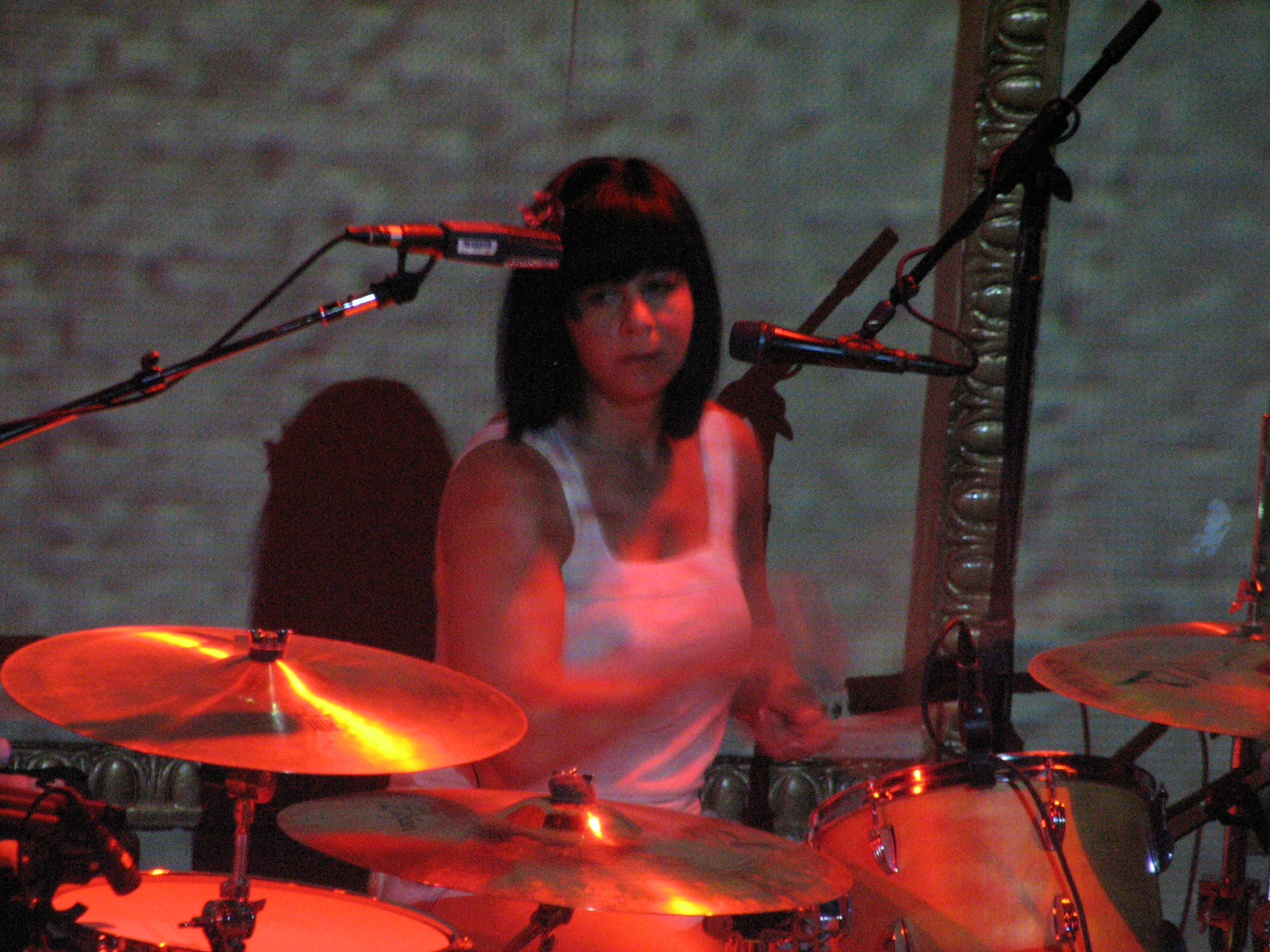
Вайсс на выступлении в составе группы Bright Eyes. 2007 год.

Джанет Ли Вайсс (англ. Janet Lee Weiss; род. 24 сентября 1965) — американская барабанщица, наиболее известна как бывшая участница группы Sleater-Kinney и нынешняя участница группы Quasi. Также она была барабанщицей группы Stephen Malkmus and the Jicks, которую покинула после выхода альбома Mirror Traffic, чтобы присоединиться к группе The Shins, с которой записала альбом Port of Morrow (2012). Помимо всего этого, она также играла в группе Wild Flag. Вайс высоко востребована в качестве барабанщика: музыкальный журнал Stylus Magazine причислил её к числу пятидесяти лучших рок-барабанщиков, в то время как другой музыкальный журнал — LA Weekly, включил её в первую двадцатку.

## Ранняя жизнь
Родилась в Голливуде, штат Калифорния в еврейской семье. В возрасте 16 лет начала осваивать гитару. Обучалась в Университете штата в Сан-Франциско, который закончила по специальности фотографа.

## Карьера

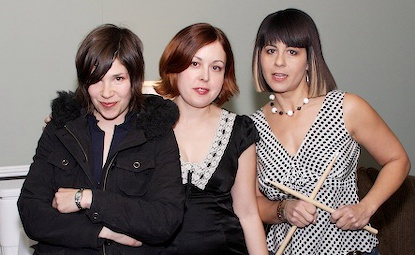
Джанет Вайсс (крайняя справа) в составе Sleater-Kinney. 2006 год.

### The Furies
Обучаясь в колледже Сан-Франциско, Вайсс начала играть на сцене местного клуба, выступая с такими группами как Camper Van Beethoven и The Donner Party. В возрасте 22 лет она начала свою собственную музыкальную карьеру: начав осваивать ударные инструменты, Джанет присоединилась к женской группе The Furies в качестве барабанщицы и отправилась вместе с ними в тур. Будучи самоучкой, она нашла свой стиль в музыке, изучая игру таких известных музыкантов как Джон Бонэм и Николас Хидон. В 1989 году Джанет перебралась в Портленд, штат Орегон, и познакомилась там с бывшим лидером группы Donner Party, Сэмом Кумесом, вместе с которым она стала играть в группе Motorgoat (В 1993 году Motorgoat были расформированы и преобразованы в группу Quasi).

### Sleater-Kinney
В 1996 году Вайсс присоединилась к группе Корин Такер и Кэрри Браунстин — Sleater-Kinney, увидев однажды их выступление. Такер и Браунстин тогда сыграли ей новую песню, над которой они работали в этот период — «Dig Me Out». Её коллеги по группе позже сказали, что она сделала такой солидный бит, что «у вас от него практически в любой момент мог случиться отвал башки». Вайсс, в конце концов, стала барабанщицей группы и четвёртым по счёту участником в её истории. Браунстин описала Вайсс как «одну из самых умных в музыкальном отношении людей, которых я знаю» и «безусловно, самого одарённого в музыкальном плане члена группы, обладающего самым большим музыкальным лексиконом и сферой, из которой можно черпать влияние и ссылаться.»
1 июля 2019 года Sleater-Kinney объявили в социальных сетях, что Вайсс покинет группу и не присоединится к предстоящему осеннему туру. Вайсс сказала, что группа движется в «новом направлении» и что ей пора выходить.

### Quasi
В 1993 году Вайсс и Сэмм Кумес основали группу Quasi, формат которой менялся от трио до дуэта. В 2007—2011 годах в составе группы играла Джоанна Болм.

### The Jicks
После роспуска Sleater-Kinney в 2006 году, Вайсс вместе с Джоанной Болм присоединилась к группе Stephen Malkmus and the Jicks, с которой записала два альбома: Real Emotional Trash (2008) и Mirror Traffic (2011). Она оставила группу после промоушен-тура в поддержку последнего альбома.

### Прочая деятельность
Джанет Вайсс сотрудничала с такими группами и исполнителями как, Bright Eyes, Junior High, The Shadow Mortons, The Go Betweens, Сара Доугер, Эллиотт Смит и с коллективом Goldcard.
4 июня 2007 года в составе Bright Eyes она появилась в телепередаче «Позднее шоу с Дэвидом Леттерманом».
В сентябре 2010 года Джанет стала выступать вместе с группой Wild Flag, в состав которой вошли Кэрри Браунстин (Sleater-Kinney), Мэри Тимони (Helium) и Ребекка Коул (The Minders). В декабре 2013 года Wild Flag прекратила своё существование.

### Работа на телевидении
Вайсс также приняла участие в создании шоу Керри Браунстин — «Портландия», работая над проектом в качестве продюсера.

## Дискография

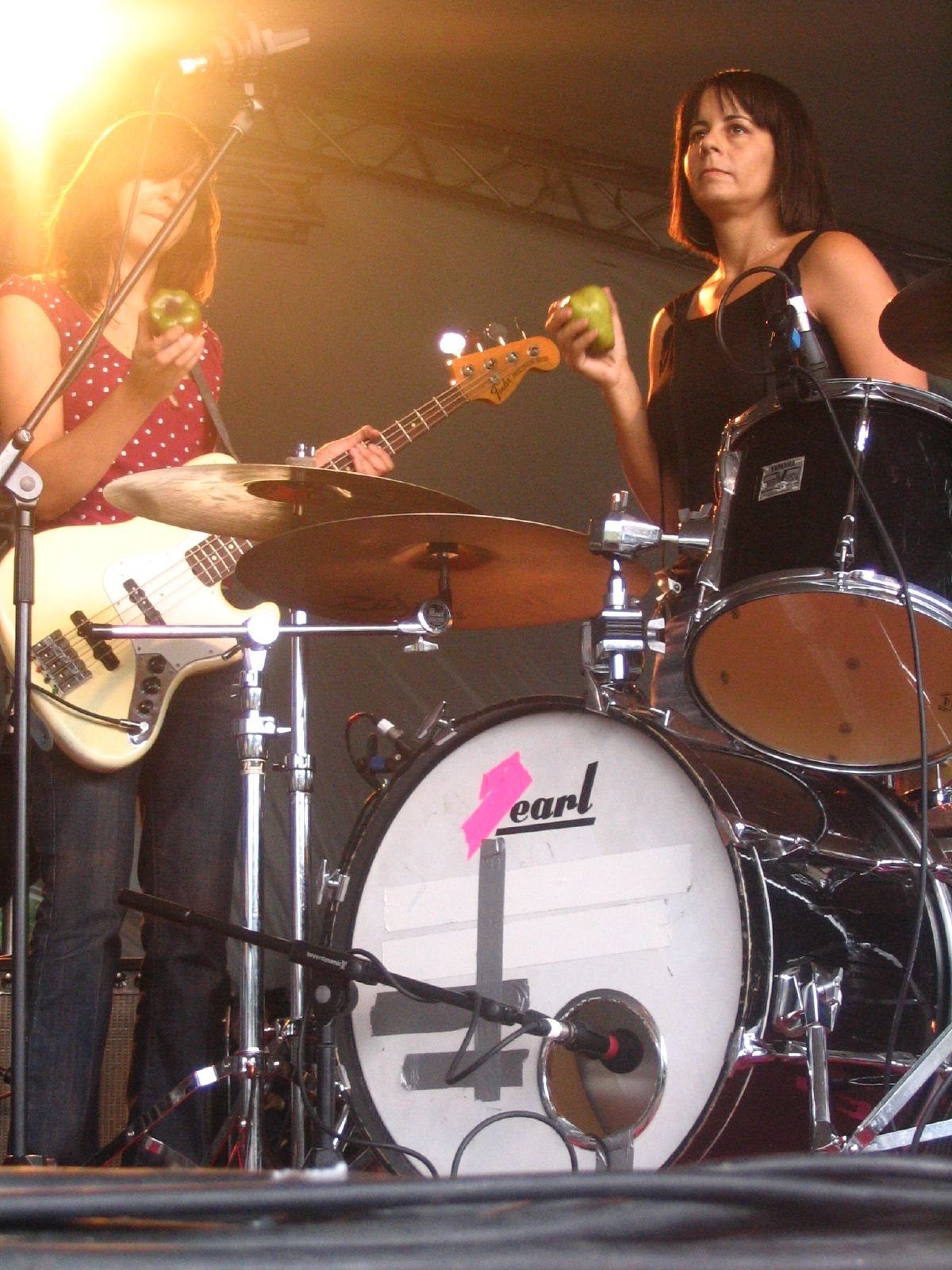
Вайсс (справа) вместе с на выступлении в Green Man Festival. 2006 год.

- Quasi — Early Recordings (1996, Key Op)
- Sleater-Kinney — Dig Me Out (1997, Kill Rock Stars)
- Quasi — R&B Transmogrification(1997, Up Records)
- Quasi — Featuring "Birds" (1998, Up)
- Sleater-Kinney — The Hot Rock (1999, Kill Rock Stars)
- Quasi — Field Studies (1999, Up)
- Sleater-Kinney — All Hands on the Bad One (2000, Kill Rock Stars)
- The Go-Betweens — The Friends of Rachel Worth (2000)
- Quasi — The Sword of God (2001, Touch and Go Records)
- Sleater-Kinney — One Beat (2002, Kill Rock Stars)
- Quasi — Hot Shit! (2003 Touch and Go Records)
- Sleater-Kinney — The Woods (2005, Sub Pop)
- Quasi — When The Going Gets Dark (2006, Touch and Go Records)
- Bright Eyes — Four Winds (2007, Saddle Creek)
- Bright Eyes — Cassadaga (2007, Saddle Creek)
- Stephen Malkmus and the Jicks — Real Emotional Trash (2008, Matador Records)
- Conor Oberst — Conor Oberst (2008, Merge Records)
- Quasi — American Gong (2010, Kill Rock Stars)
- Stephen Malkmus and the Jicks — Mirror Traffic (2011, Matador Records)
- Wild Flag — Wild Flag (2011, Merge Records)
- The Shins — Port of Morrow (2012)
- Weiss / Cameron / Hill — Drumgasm (2013, Jackpot Records)